# Гренвілл Стенлі Голл
Ґранвілл Стенлі Голл (англ. Granville Stanley Hall; 1 лютого 1844] — 24 квітня 1924) був піонером американської психологічної науки і педагогом. Його інтереси зосереджені на розвитку дітей (педології) та еволюційній теорії. Голл був першим президентом Американської психологічної асоціації і першим президентом Університету Кларка. Разом з Вільямом Джемсом Голл єдиний, хто ставав президентом Американської психологічної асоціації двічі (повторно в 1924 році).

## Біографічні відомості
Народився в Енфільді, штат Массачусетс. У 1867 році закінчив коледж Вільямса, потім навчався в об'єднаній теологічній семінарії. Натхненний роботою Principles of Physiological Psychology Вільгельма Вундта він отримав ступінь доктора психології під керівництвом Вільяма Джемса в Гарвардському університеті після роботи в лабораторії Вундта в Лейпцизі.
Він почав свою кар'єру вчителем англійської мови в коледжі Antioch, в Yellow Springs, Огайо. У 1882 році (до 1888) призначений професором психології та педагогіки університету Джонса Гопкінса і почав те, що вважається першою американською лабораторією психології.
Там Гол пристрасно заперечував про приділення особливої уваги викладанню традиційних предметів, наприклад, латини, математики, науки та історії в середній школі, заявивши, що школи повинні приділяти більше уваги вихованню підлітків, ніж підготовці студентів до коледжу.
У 1887 році він заснував American Journal of Psychology і в 1892 році був призначений першим президентом Американської психологічної асоціації. У 1889 році він був названий першим президентом університету Кларка, цей пост він займав до 1920 року. За 31 рік, поки він був президентом, Голл залишався активним інтелектуально. Він зіграв важливу роль у розвитку педагогічної психології, а також спробував визначити ефект підлітків в освіті. Також він відповів на запрошення Зигмунда Фрейда і Карла Юнга відвідати і прочитати курс лекцій в 1909 році.
Голл залишився в історії психології, як людина, яка зробила великий внесок у розвиток психологічної науки і прикладної психології. Під його керівництвом ступінь доктора психології отримали багато відомих психологів, а також перший з отримувачів Ph.D з психології  афроамериканець, Френсіс Сесіл Самнер у 1920 році.

## Виноски
1. 1 2  Biographical memoirs. National Academy of Sciences (U.S.), Biographical memoirs — NAS, CUP. — ISSN 0077-2933
2. 1 2  Педагоги и психологи мира — 2012.
3. 1 2  LIBRIS — Королівська бібліотека Швеції, 2008.
4. ↑  Hart M. S. Проєкт Гутенберг — Project Gutenberg Literary Archive Foundation, 1971.
5. ↑  G. Stanley Hall // Encyclopædia Britannica
6. ↑  Bibliothèque nationale de France BNF: платформа відкритих даних — 2011.
7. ↑  Find a Grave — 1996.
8. 1 2  https://www.apa.org/about/governance/president/former-presidents
9. ↑  Geni.com — 2006.